# Славонски говор
Славонският говор е съвременен говор в хърватския език.
Славонският говор се разглежда научно като преходен между сръбския и хърватския език или като типичен за общия след Виенския книжовен договор от 1850 г. – сърбохърватски език, приеман преимуществено за общ такъв книжовен език в бивша Югославия.
Този говор представлява интерес с това, че е езиково класифициран като щокавски, но с екавски изговор старощокавски, т.е. не е нововъзникнал по примера на обхождащите го и съседни източнохерцеговински и шумадийско-войводински говор, което ще рече, че е свързан и повлиян от юг и изток.
Въпреки тези си югоизточни, което ще рече предимно сръбски лингвистични характеристики по своята същност, това наречие се счита за хърватско, т.е. то е част от хърватския език, а поради своите езикови характеристики се разглежда и като сръбски диалект.
Диалектния му континуум обхваща по-голямата част от територията на Славония – предимно северната и южната ѝ част, разделяни на две от младощокавското източнохерцеговинско наречие, вследствие на което са се и обособили териториално две разделени негови говорни (под)области. От историко-географското име на областта където се среща, произхожда и наименованието му.